# 巴西国徽
巴西國徽啟用於1889年11月19日，即聯邦共和國成立四天以後。
呈圓形，底為光芒，成20角星形。環以咖啡和煙草枝條，兩者皆為該國主要的農作物。中間的圓形繪有南十字星座，為27顆代表26個州和聯邦區的星星圍繞。外加鑲紅黃邊的黃綠兩色五角星。
底部的藍色飾帶寫上了巴西聯邦共和國（República Federativa do Brasil）的字樣，以下為共和國成立的日期：1889年11月15日。中間有一柄劍，銀色。護手藍色鑲黃邊。柄腳紅色，飾以一黃色五角星。

## 历代国徽

### 公国时代
- 巴西公国
（1500年-1815年）
- 荷属巴西
（1500年-1815年）

### 王国时代
- 葡萄牙－巴西－阿尔加维联合王国
（1816年-1822年）
- 葡萄牙－巴西－阿尔加维联合王国
（1816年-1822年）
- 葡萄牙－巴西－阿尔加维联合王国
（1822年-1825年）

### 帝国时代
- 巴西帝国
（1822年-1870年）
- 巴西帝国
（1822年）
- 巴西帝国
（1822年-1870年）
- 巴西帝国
（1870年-1889年）

#### 帝国徽章
- 巴西帝国
（1822年-1870年）
- 巴西帝国
（1822年-1870年）
- 巴西帝国
（1822年）
- 巴西帝国
（1822年）
- 巴西帝国
（1822年）
- 巴西帝国
（1822年）

### 共和国时代
- 巴西共和国
（1889年-1968年）
- 巴西联邦共和国
（1968年-1971年）
- 巴西联邦共和国
（1971年-1992年）
- 巴西联邦共和国
（1992年-至今）